# Slaves to Gravity
Gli Slaves to Gravity sono una band britannica formata nell'estate del 2006 a Londra.

## Storia del gruppo
La band è stata formata da tre membri dell'ormai sciolta band, The Ga Ga's, e Mark Verney, ex degli Ariel-X.
Nel 2007, la band è andata in tour sia in Inghilterra che negli Stati Uniti D'America pubblicando due singoli, Big Red e Meantime, entrambe entrate nella Official Rock & Metal Chart, al numero 4 e 3 rispettivamente. I loro video sono stati trasmetti a rotazione su Scuzz, Kerrang e MTV2.
L'album autoprodotto di debutto, Scatter The Crow, è stato mixato da Chris Sheldon e pubblicato sotto l'etichetta Gravitas Records, di proprietà della stessa band il 31 marzo 2008. Il rilascio è stato preceduto da un terzo singolo, Mr. Regulator.
Dopo un intero tour nel Regno Unito in aprile, a giugno e luglio 2008, la band ha continuato ad andare in tour in tutta Europa supportando Scatter The Crow, incluso una partecipazione al leggendario Download Festival e aprendo concerti per In Case Of Fire, Brigade e Bullet For My Valentine.
Il 21 agosto 2008 la band vinse il Kerrang! Award come Best British Newcomer.
Nel 2009, il frontman (nonché chitarrista ritmico) Tommy Gleeson, ha confermato che la band ha cominciato a lavorare sul nuovo, ed ancora senza titolo, album che dovrebbe essere pubblicato nel 2011. La band ha comunque eseguito live le nuove canzoni del nuovo album in un piccolo tour nel Regno Unito nel marzo 2009.
Ad agosto 2009, la band ha pubblicato Doll Size, con No Shame e Long Way Home, come E.P. in versione limitata attraverso l'etichetta Spinefarm Records, che ha pubblicato una reissue dell'album di debutto Scatter The Crow. Il video di Doll Size è stato trasmesso da varie reti importanti come Kerrang! e Scuzz.
Nel settembre 2009, il batterista Jason Thomopoulos lascia la band per stare più tempo con la sua famiglia dopo che il padre venne colpito da un infarto. Il 1º ottobre, Gemma Seddon è stato annunciato come rimpiazzo.
La nuova formazione aprì per il gruppo alternative rock The Butterfly Effect nel loro tour in terra inglese a fine 2009, esibendosi in set da 30 minuti composti per la maggior parte da materiale del nuovo album.
Nel marzo 2010, dopo appena pochi mesi dietro le pelli, il batterista Gemma Seddon lascia la band. Il nuovo batterista è Jason Bowld, ex batterista di band come Pitchshifter, This Is Menace e They Fell From The Sky.
Il 21 giugno 2010, la band rilascia il primo singolo dal loro nuovo album UNDERWATEROUTERSPACE intitolato Good Advice. Il secondo singolo Honesty viene pubblicato il 27 settembre e viene trasmesso su Kerrang! e Scuzz TV oltre che ad un massiccio supporto radiofonico da BBC Radio 1.
La band ha inoltre aperto a fine 2010 per i Lacuna Coil e per tutta la tranche inglese, per la band statunitense degli Alter Bridge.

## Membri

### Membri Attuali
- Tommy Gleeson - Voce, Chitarra (2006–presente)
- Toshi Ogawa - Basso, backing vocals (2006–presente)
- Mark Verney - Chitarra Solista, backing vocals (2006–presente)
- Jason Bowld - Batteria - (2010–presente)

### Membri passati
- Jason Thomopoulos
- Gemma Seddon

## Discografia

### Albums
- 2008: Scatter the Crow
- 2011: UNDERWATEROUTERSPACE

### Singoli
| Anno | Titolo          | Posizione              | Posizione                   |
| Anno | Titolo          | Official Singles Chart | Official Rock & Metal Chart |
| ---- | --------------- | ---------------------- | --------------------------- |
| 2007 | "Big Red"       | -                      | 3                           |
| 2007 | "Meantime"      | -                      | 4                           |
| 2008 | "Mr. Regulator" | -                      | 5                           |
| 2009 | "Doll Size"     |                        |                             |

## Premi
- Kerrang!: 'Best British Newcomer' (2008)